# Central Nuclear Almirante Álvaro Alberto
Central Nuclear Almirante Álvaro Alberto (CNAAA) é o complexo formado pelo conjunto das usinas nucleares Angra 1, Angra 2 e Angra 3 (em construção), de propriedade da Eletronuclear, subsidiária da Eletrobras. Elas são o resultado de um longo programa nuclear brasileiro que remonta à década de 1950 com a criação do Conselho Nacional de Desenvolvimento Científico e Tecnológico (CNPq) liderado na época principalmente pela figura do Almirante Álvaro Alberto da Mota e Silva, que lhe empresta o nome.
Está localizada às margens da rodovia BR-101, na praia de Itaorna, no município de Angra dos Reis, no estado do Rio de Janeiro, Brasil. As razões determinantes dessa localização foram a proximidade dos três principais centros de carga do Sistema Elétrico Brasileiro (São Paulo, Belo Horizonte e Rio de Janeiro), a necessária proximidade do mar e a facilidade de acesso para os componentes pesados.
As usinas operam normalmente a plena capacidade, ou seja, em cem por cento do tempo, sendo desligadas uma vez por ano para recarga do reator. As paradas para recarga duram cerca de trinta dias e, além da recarga, são feitos diversos testes nos sistemas normais e de segurança, além de manutenções programadas. O despacho das usinas é comandado pelo Operador Nacional do Sistema Elétrico (ONS). A interligação elétrica da usina ao sistema elétrico é feita por três linhas de transmissão em quinhentos quilovolts para as subestações de Cachoeira Paulista, São Paulo, e de São José em Belford Roxo, de Grajaú no Rio de Janeiro. Uma interligação em 138 quilovolts existe para alimentar os sistemas da usina nos períodos de parada.
Em 2010, foram produzidos na CNAAA 14 415 gigawatts-hora (GWh), correspondendo a três por cento do consumo de energia elétrica do Sistema Interligado Nacional. De 1985, quando entrou em operação comercial a usina Angra 1, até 2005, a produção acumulada de energia das usinas nucleares Angra 1 e 2 somam 100 000 GWh, o que equivale à produção anual da usina hidrelétrica Itaipu Binacional, na fronteira Brasil-Paraguai.

## História
Em 1982, após longo período de construção, teve início a operação comercial da usina Angra 1, com 657 MW. O início da vida da usina foi marcado por diversos problemas, que levavam a constantes interrupções na operação. Houve mesmo longo litígio entre Furnas Centrais Elétricas, então operadora da usina e a Westinghouse, sua fornecedora. A partir de 1995, com a solução dos problemas técnicos e com o aprendizado das equipes de operação e manutenção, o desempenho da usina, medido pelo seu fator de capacidade, melhorou substancialmente.[carece de fontes?]
Em 2001, entrou em operação a usina Angra 2 com 1350 MW. Essa usina foi construída com tecnologia alemã Siemens/KWU, ainda no âmbito do Acordo Nuclear Brasil-Alemanha. Em seu primeiro ano de operação, Angra 2 atingiu um fator de capacidade de quase noventa por cento.
Paralisada em 1986, as obras de conclusão de Angra 3 foram incluídas no Programa de Aceleração do Crescimento (PAC) e retomadas em 2010. No entanto, a construção foi interrompida em 2015 por suspeitas de corrupção, no âmbito da Operação Lava Jato. O governo estuda um modelo de parceria com a iniciativa privada para colocar a usina em funcionamento até 2026.

## Instalações
A área da Central abriga, ainda, duas subestações elétricas (138 e 500 kV) operadas por Furnas Centrais Elétricas S.A., os depósitos de armazenamento de rejeitos de baixa e média atividade e diversas instalações auxiliares (prédios de engenharia, almoxarifados etc.). A potência total das usinas é de 2007 MW, dos quais 657MW em Angra 1 e 1350MW em Angra 2. Adicionalmente, está em construção a usina nuclear Angra 3, com capacidade maior que a Angra 2. Nas cercanias da Central, existem, ainda, as vilas residenciais de Praia Brava e Mambucaba, que abrigam os operadores das usinas, além de laboratórios de monitoração ambiental, centros de treinamento e hospitais.[carece de fontes?]
Usinas nucleares da  Central Nuclear Almirante Álvaro Alberto:[carece de fontes?]
- Angra 1 - 657 MW
- Angra 2 - 1350 MW
- Angra 3 - 1405 MW (em construção)

### Angra 1

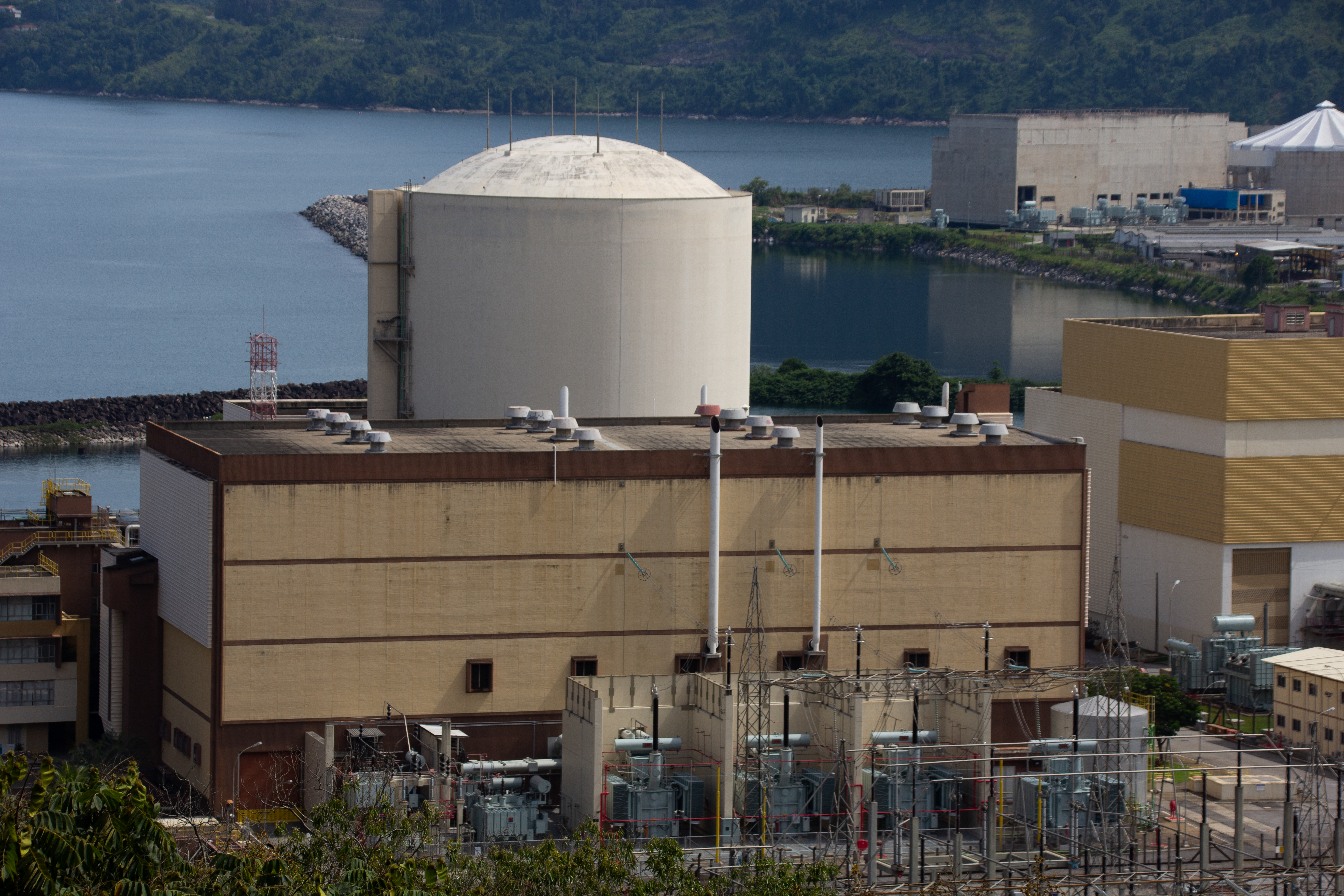
Usina Angra 1

A usina Angra 1 está situada na Praia de Itaorna, em Angra dos Reis, foi a primeira usina do programa nuclear brasileiro, que atualmente conta também com Angra 2 em operação, Angra 3 em construção, conforme o planejamento da Empresa de Pesquisa Energética - EPE. Angra 1 teve sua construção iniciada em 1972, tendo recebido licença para operação comercial da Comissão Nacional de Energia Nuclear - CNEN em dezembro de 1984. É uma usina tipo PWR (Pressurized Water Reactor) onde o núcleo é refrigerado por água leve, desmineralizada. Foi fabricada pela Westinghouse e é operada pela Eletronuclear. Sua potência elétrica nominal bruta é de 640 MW. Em 23 de março de 2023, uma denúncia anônima recebida pelo Instituto Estadual do Ambiente revelou que ao menos 90 litros de água radiativa foram despejados na baía de Itaorna e que a Eletronuclear demorou 21 dias para informar sobre a falha ao Conselho Nacional de Energia Nuclear e ao Instituto Brasileiro de Meio Ambiente. O incidente ocorreu em 16 de setembro de 2022 e funcionários do IBAMA questionaram o fato a Eletronuclear, que negou. A Prefeitura de Angra dos Reis, no entanto, entrou com uma ação junto ao Ministério Público do Rio de Janeiro contra a estatal.
Em resposta a reportagem do O Globo, a Eletronuclear disse que o despejo da água radiativa não representa riscos a população pois segundo a estatal, os índices de radiotalividade estavam a níveis muito baixos. O IBAMA a multou em R$ 2 milhões. 

### Angra 2
A usina Angra 2 está situada na Praia de Itaorna, em Angra dos Reis, entrou em operação comercial no ano de 2001. É uma usina do tipo PWR - Pressurized Water Reactor, com o núcleo refrigerado a água leve desmineralizada. Foi fornecida pela Siemens - KWU da Alemanha, no âmbito do Acordo Nuclear Brasil-Alemanha e é operada pela Eletronuclear. Com potência nominal de 1300 MW (aproximadamente 50% do consumo do Estado do Rio de Janeiro), produziu no ano de 2008 um total de 10 448 289 MWh. Em abril de 2008 Angra 2 alcançou a marca de 80 milhões de MWh produzidos desde sua entrada em operação.[carece de fontes?]
Angra 2 foi a primeira usina construída a partir do Acordo Nuclear Brasil-Alemanha, firmado em 1975. As obras civis da usina foram contratadas à Construtora Norberto Odebrecht (atual OEC) e iniciadas em 1976 com o estaqueamento. O início da construção propriamente dita se deu em setembro de 1981, com a concretagem da laje do prédio do reator. Entretanto, a partir de 1983, o empreendimento teve o seu ritmo progressivamente desacelerado devido à redução dos recursos financeiros disponíveis.[carece de fontes?]
Em 1991, o governo decidiu retomar as obras de Angra 2, sendo realizada em 1995 a concorrência para a contratação da montagem eletromecânica da usina. As empresas vencedoras se associaram formando o consórcio UNAMON, o qual iniciou as suas atividades no canteiro em janeiro de 1996. A usina tornou-se operacional em julho de 2000, iniciando a operação comercial em fevereiro de 2001.[carece de fontes?]
A usina opera em ciclos de aproximadamente 13 meses para troca de aproximadamente 1/3 do seu combustível. A primeira parada foi realizada entre março e abril de 2000, e até maio de 2013 haviam sido feitos 10 reabastecimentos.[carece de fontes?] Projetada para produzir 1 309 MW, ao entrar em operação Angra 2 alcançou a potência de 1 360 MW graças a atualizações do projeto. Dentre as usinas do tipo PWR existentes no mundo, Angra 2 foi avaliada pela Wano (World Association of Nuclear Operators) como acima da média em 8 dos 13 parâmetros de desempenho, alcançando em três deles a melhor performance da categoria. Com a produção de 10 488 289 MWh em 2008, a usina ocupou o 21º lugar mundial, sendo que apenas 38 usinas, das 436 em operação no mundo, alcançaram mais de 10 milhões de MWh naquele ano.[carece de fontes?]

### Angra 3

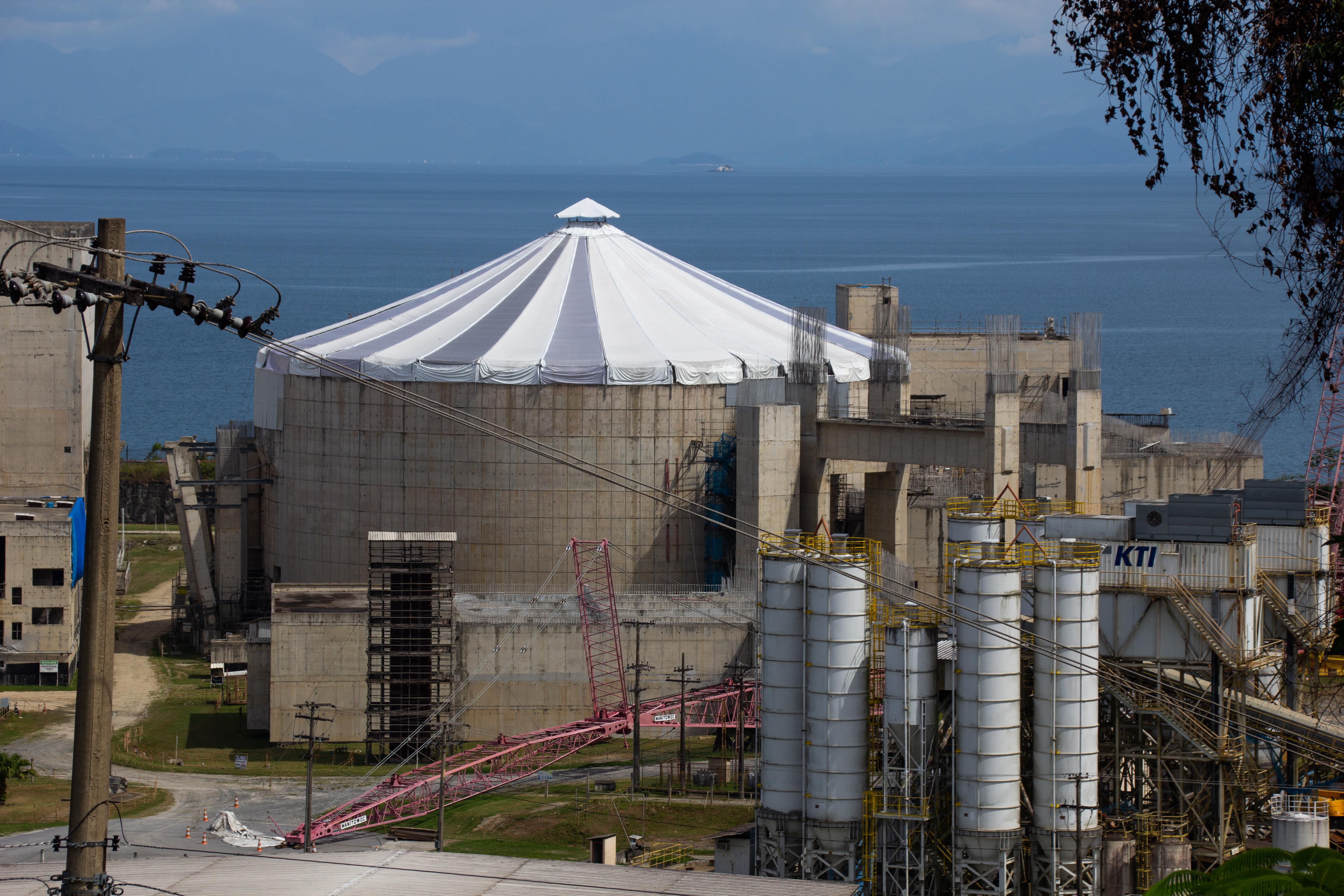
Usina Angra 3

A usina Angra 3 está localizada na Praia de Itaorna e que está em fase de instalação. Como Angra 2, terá um reator de água pressurizada (Pressurized Water Reactor), potência de 1 350 MW, e projeto da Siemens/KWU, atual Areva NP. Após ter tido sua construção paralisada nos anos 1980, foi anunciada a retomada de seu desenvolvimento a partir de 2008. Aproximadamente 60-70% dos materiais para a construção desta estação de geração nuclear já foram adquiridos juntamente como a compra dos materiais de Angra 2. O equipamento é mantido no local, tendo sido gastos 600 milhões de reais na fase inicial (750 milhões de reais em valores de 1999), e projetados mais 8,4 bilhões de reais (4,5 bilhões de reais), sendo 70% destes comprados nacionalmente. Foi gasto na estocagem e manutenção dos materiais aproximadamente R$ 20 milhões/ano.
As obras de conclusão de Angra 3 foram incluídas no Programa de Aceleração do Crescimento (PAC), mas ainda não foram concluídas. A construção recebeu a licença de instalação do IBAMA e a licença de construção preliminar da CNEN. O início oficial das obras foi em 1 de junho de 2010. Até 30 de novembro de 2011, cerca de 40% do volume total de concreto estrutural havia sido executado, representando aproximadamente 20% do progresso das obras civis de Angra 3.
As obras, no entanto, foram interrompidas em 2015 por suspeitas de corrupção, quando a Operação Lava Jato, da Polícia Federal, apurou irregularidades nos contratos. Até 2019, cerca de 67% das obras estavam e haviam sido investidos 9 bilhões de reais no projeto pelo governo brasileiro. Estima-se que sejam necessários novos investimentos da ordem de 17 bilhões de reais para a conclusão de Angra 3. O governo estuda um modelo de parceria com a iniciativa privada para colocar a usina em funcionamento até 2027.
O projeto é controverso. Tem em seus defensores o argumento que é economicamente competitiva, contar com combustível abundante no Brasil o que é importante dentro do conceito de segurança energética, além de não ser fonte emissora de gases de efeito estufa. Cálculos feitos por técnicos do Operador Nacional do Sistema indicam que o custo marginal médio para a expansão do sistema hidrelétrico é de aproximadamente R$ 80/MWh, enquanto o custo de geração de Angra 3 está em torno de R$ 144/MWh. A praia onde se localiza a usina, Itaorna, que  em guarani significa "pedra podre", sofre constantes deslizamentos de terra, o que gerou diversas críticas sobre a escolha. A Eletronuclear se defende dizendo que diversos estudos foram feitos, e que o principal fator de escolha foi a localização equidistante de centros urbanos de São Paulo, Rio de Janeiro e Belo Horizonte. além da proximidade litorânea, pois a água é necessária como agente refrigerante.
Em novembro de 2022, foram retomadas as obras de Angra 3, com o reinício do processo de concretagem do edifício do reator. 
Foi criado o Plano de Aceleração da Linha Crítica de Angra 3, que busca concluir a obra civil dos principais prédios da usina, o que inclui o edifício do reator e outras instalações ligadas à segurança nuclear. Também está prevista a execução de parte relevante da montagem eletromecânica, como o fechamento da contenção, esfera de aço localizada dentro do edifício do reator, e a instalação de equipamentos importantes, como a piscina de combustível usado, a ponte polar e o guindaste do semipórtico.
Em abril de 2023, a obra foi paralisada novamente, após disputa com a prefeitura de Angra dos Reis sobre compensações ambientais e licenciamento.
Estima-se que Angra 3 já tenha custado cerca de R$ 12 bilhões (em valores de 2025). O canteiro de obras tem um custo de R$ 220 milhões por ano com segurança e manutenção, É estimado que já foi concluído cerca de 65% da obra e, segundo estudo feito pelo BNDES, ainda seriam necessários R$ 23 bilhões para terminar a usina. No entanto, caso o governo decida não continuar a obra, o custo para desmontá-la ficaria em R$ 21 bilhões.
Entre os argumentos favoráveis à continuidade da obra estão a estabilidade e proximidade dos centros consumidores (não sendo intermitentes como as fontes eólica e solar), a contribuição para a descarbonização por não emitir gases de efeito estufa, possibilitando ao país cumprir metas climáticas e fornecer energia limpa em grande escala, o aproveitando das reservas de urânio do Brasil, além de fatores estratégicos, como a ampliação das fontes de energia nuclear no mundo, com o desenvolvimento dos pequenos reatores modulares (SMRs), com a maior demanda de energia global,  evitando a perda da expertise acumulada no país e mantendo o Brasil no clube dos países com domínio da tecnologia nuclear. 
Entre os argumentos contrários estão o projeto básico ter sido elaborado na década de 1970, distante dos padrões internacionais mais recentes. o custo da tarifa de energia e os riscos de segurança envolvendo a energia nuclear. Por fim, a privatização da Eletrobrás, que a tornou acionista minoritária da Eletronuclear, também impactou com relação aos investimentos necessários para a retomada da construção, que vive um impasse.